# August Kammer
August Frederick „Fred“ Kammer junior (* 3. Juni 1912 in New York City, New York; † 21. Februar 1996 in Hobe Sound, Florida) war ein US-amerikanischer Eishockeyspieler.  

## Karriere
August Kammer graduierte 1934 an der Princeton University, für deren Eishockeymannschaft er parallel während der gesamten vier Jahre seines Studiums spielte. Anschließend spielte er im Amateur-Eishoceky für den St. Nicholas Hockey Club. Zudem spielte Kammer für mehrere Jahrzehnte lang auf hohem Amateur-Niveau Golf.

### International
Für die USA nahm Kammer an den Olympischen Winterspielen 1936 in Garmisch-Partenkirchen teil, bei denen er mit seiner Mannschaft die Bronzemedaille gewann.

## Erfolge und Auszeichnungen
- 1936 Bronzemedaille bei den Olympischen Winterspielen